# Daniel Petrow Bogomilow
Daniel Petrow Bogomilow (bulgarisch Даниел Петров Богомилов; * 31. Oktober 1982 in Gabrowo) ist ein ehemaliger bulgarischer Radrennfahrer.

## Karriere
Petrow wurde 2003 bulgarischer Straßenmeister und gewann eine Etappe der Türkei-Rundfahrt. Zwischen 2004 und 2011 fuhr er für verschiedene bei der UCI registrierte Radsportteams. Sein größter Erfolg während dieser Zeit war der Sieg in der Gesamtwertung und ein Etappensieg bei der Tour of Chalkidiki.

## Erfolge
2003
- Bulgarischer Meister – Straßenrennen
- eine Etappe Türkei-Rundfahrt

2004
- Bulgarische Meisterschaft – Straßenrennen

2005
- Bulgarische Meisterschaft – Straßenrennen

2008
- Gesamtwertung und eine Etappe Tour of Chalkidiki

## Teams
- 2004: Würth-Bom Petisco
- 2005: Duja/Tavira
- 2006: Duja/Tavira
- 2007: Duja/Tavira
- 2008: Cycling Club Bourgas
- 2009: Cycling Club Bourgas (bis 30. Juni)
- 2009: Hemus 1896-Troyan (ab 1. Juli)
- 2010: Hemus 1896-Vivelo
- 2011: Konya Torku Şeker Spor-Vivelo